# Stilson 50/60 HP
Der Stilson 50/60 HP ist ein von 1907 bis 1909 produzierter US-amerikanischer Oberklasse-Personenwagen. Hersteller war die Stilson Motor Car Company in Pittsfield, Massachusetts.

## Marken- und Unternehmensgeschichte
Die Stilson Motor Car Company war 1907 von Harry M. Stilson gegründet worden. Chefkonstrukteur war Clarence P. Hollister, der zuvor schon den Berkshire entworfen hatte. Das Unternehmen stellte in der kurzen Zeit seines Bestehens nur den 50/60 HP her, von dem es verschiedene Varianten gab.

## Modellgeschichte
Der 50/60 HP erschien 1907 zunächst nur als siebensitziger Touring mit einem Radstand von 120 Zoll (3048 mm), dem während der gesamten Produktionszeit verwendeten Herschell-Spillman-Sechszylinder-T-Kopf-Motor mit 9,3 Liter Hubraum und einem konventionellen Vierganggetriebe.
1908 lautete die Modellbezeichnung 50/60 HP Type C. Hollister führte nun auch im Stilson seine patentierte Hydraulikkupplung ein, die mit einer mittels Planetengetriebe gesteuerten Ölpumpe arbeitete. Wie bereits im Berkshire war sie jedoch auch hier ein Fehlschlag. Zwar arbeitete sie sehr weich und leistungsfähig, erwies sich aber als unzuverlässig. Der Touring erhielt einen um drei auf 123 Zoll (3124 mm) verlängerten Radstand. Eine Limousine auf dem gleichen Fahrgestell ergänzte das Programm nur in diesem Modelljahr. Mit einem Preis von US$ 5500.- war sie sehr teuer. Eine Quelle nennt 126 Zoll (3200 mm) Radstand zumindest für den Touring.
1909 wurde kehrte man zum konventionellen Vierganggetriebe zurück und es gab wiederum neue Bezeichnungen. Der immer noch siebensitzige Touring 50/60 HP Model H erhielt einen noch einmal deutlich verlängerten Radstand von 133 Zoll (3378 mm) und ein viersitziger Runabout Model J mit deutlich kürzerem (122 Zoll; 3099 mm) Radstand ersetzte die Limousine.
Kurz vor Produktionseinstellung des Berkshire erschien 1912 ein Sechszylindermodell dieser Marke mit dem gleichen Motor wie der Stilson 50/60 HP. Es ist möglich, aber nicht belegt, dass dies eine Variante des Stilson war.

## Technik

### Motor
Herschell-Spillman Company; ein wassergekühlter Sechszylinder T-Kopf-Motor, wie er auch im Berkshire 58 HP und möglicherweise in Herschell-Spillmans eigenen Prototyp von 1907 verwendet wurde. Er hatte einen Hubraum von 569,5 c.i. (9332 cm³) bei 4,6875 Zoll Zylinderbohrung und 5,5 Zoll Hub (119,06 × 139,7 mm). T-Kopf-Motoren haben die Ein- und Auslassventile auf einander gegenüberliegenden Seiten des Motorblocks. Jede Seite hat ihre eigene Nockenwelle, die im Kurbelwellengehäuse untergebracht ist. Es ist somit eine Unterform der SV-Ventilsteuerung. Die Kurbelwelle dieses Motors war in sieben Hauptlagern geführt. Der Motor hatte Schleuderschmierung, das Benzingemisch regelte ein Schebler-Vergaser. Die Leistung wird mit 50 bhp (37,3 kW) angegeben. Sein N.A.C.C.-Rating betrug 58 HP.

### Antrieb
Bekannt ist, dass 1907 und 1909 ein konventionelles Vierganggetriebe mit direkt übersetztem dritten Gang verwendet wurde. Das Hollister-Getriebe von 1908 hatte nur drei Vorwärtsgänge. Technische Besonderheit war eine mittels Ölpumpe betriebene Kupplung, die den Schaltvorgang vereinfachen und sanfter gestalten sollte. Die Pumpe wurde mit drei Planetenrädern betrieben. Zur Kraftübertragung an die Hinterachse fehlen Angaben. Zeittypisch war, dass so starke Motoren ihre Kraft über eine Welle und ein Vorgelege mit Zahnrädern an zwei Antriebsketten weitergaben, allerdings fehlen auf der einzigen bekannten Abbildung eines Stilson die dafür notwendigen, markanten Kettenkästen, die vor den hinteren Kotflügeln auf dem Trittbrett angebracht sind. Die Ketten laufen hinter dieser Verschalung, die sich zu Schmier- und Wartungszwecken öffnen lässt. Dies lässt den Schluss zu, dass Stilson bereits auf den modernen Wellenantrieb zur Hinterachse setzte, wie dies auch Rolls-Royce oder Packard taten.

### Fahrgestell
Typischerweise wurden Leiterrahmen verwendet; eine andere Ausführung wäre so ungewöhnlich, dass sie in der Literatur zum gut belegten Fahrzeug ebenso erwähnt worden wäre wie die besondere Kupplung. Detaillierte Angaben liegen nur für 1908 vor. Keine Quelle weist auf Abweichungen hin, sodass angenommen werden darf, dass es, abgesehen vom Radstand, kaum Abweichungen an diesem konventionellen Chassis gegeben hat. Der Radstand der jeweiligen Modelle ist aus der nachstehenden Tabelle ersichtlich.
Der 50/60 HP wird als Rechtslenker bezeichnet, was mit der einzigen Abbildung eines solchen Fahrzeugs übereinstimmt, die sich in der Literatur finden lässt. Diese zeigt zudem die zeittypischen Artillerieräder. Deren Dimensionen waren in den ersten beiden Produktionsjahren vorn 36 × 4 Zoll und hinten 36 × 4½ Zoll; nur 1909 wird hinten 36 × 5½-Zoll vermerkt.
Der Benzintank fasste 23 US-Gallonen (ca. 87 Liter).
Der 50/60 HP Type C Touring von 1908 wog ca. 1540 kg.

### Übersicht
| Bauzeit | Modell HP N.A.C.C. | Motor                         | Hubraum  | Radstand | Karosserie           | Listenpreis US$ | Bemerkungen |
| ------- | ------------------ | ----------------------------- | -------- | -------- | -------------------- | --------------- | ----------- |
| 1907    | 50/60 HP           | R6, T-Kopf Herschell-Spillman | 9332 cm³ | 3048 mm  | Touring 7 Pl.        | 4500.-          | Motordaten: |
| 1908    | 50/60 HP Type C    | R6, T-Kopf Herschell-Spillman | 9332 cm³ | 3124 mm  | Touring 7 Pl.        | 4500.-          | Motordaten: |
| 1908    | 50/60 HP Type C    | R6, T-Kopf Herschell-Spillman | 9332 cm³ | 3124 mm  | Chauffeur-Lim. 7 Pl. | 5500.-          | Motordaten: |
| 1909    | 50/60 HP Model H   | R6, T-Kopf Herschell-Spillman | 9332 cm³ | 3378 mm  | Touring 7 Pl.        | 4500.-          | Motordaten: |
| 1909    | 50/60 HP Model J   | R6, T-Kopf Herschell-Spillman | 9332 cm³ | 3099 mm  | Runabout 4 Pl.       | 4250.-          | Motordaten: |